# Estatuto de Baiona

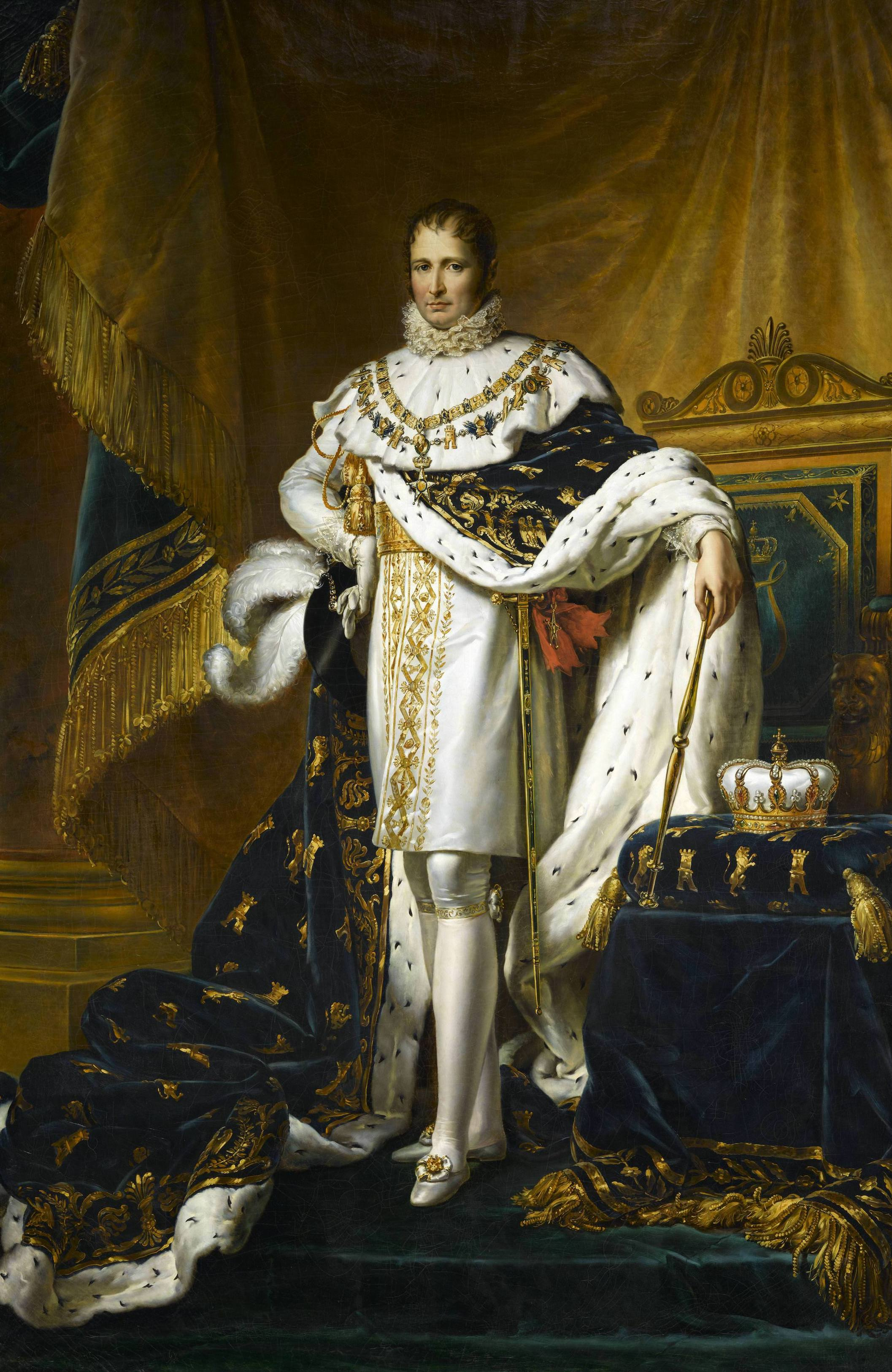
José Bonaparte

O Estatuto de Baiona (em castelhano:  Estatuto de Bayona) — também conhecido como a Constituição de Baiona (em castelhano:  Constitución de Bayona) ou Magna Carta de Baiona (em castelhano:  Carta de Bayona) e, oficialmente em francês:  Acte Constitutionnel de l’Espagne — foi uma constituição ou uma carta régia (em castelhano:  carta otorgada) aprovada em  Baiona, França, a 6 de julho de 1808, por José Bonaparte, como base prevista para o seu reinado em Espanha.
O estatuto estava profundamente influenciado pelo bonapartismo, com algumas modificações específicas para o adaptar à cultura espanhola. Muito poucas disposições foram realmente implementadas: o reinado de José Bonaparte como José I de Espanha foi um período de guerras.

## Contexto
Em 1808, depois de um período de aliança instável entre a Espanha do Antiguo Régimen e o napoleónico Primeiro Império Francês, o Motim de Aranjuez (17 de março de 1808) derrocou o ministro do rei, Manuel de Godoy, o Príncipe da Paz, e levou à abdicação do rei Carlos IV da Espanha (19 de março de 1808). O seu filho Fernando VII brevemente tomou o poder, mas Napoleão decidiu pôr no trono de Espanha um membro da sua família, o seu irmão mais velho José.
A 5 de maio de 1808, Carlos IV renunciou dos seus direitos à Coroa de Espanha para Napoleão. Depois, nesse mesmo dia, Fernando VII, sem ter conhecimento, abdicou para o seu pai, passando assim a Coroa a Napoleão. Juntamente com outros membros espanhóis da Casa de Bourbon, incluindo o infante António Pascoal de Espanha, partiram forçadamente para o exílio em França, no Castelo de Valençay.
Numa tentativa de satisfazer, pelo menos parcialmente, a tradição de continuidade legal, Napoleão ordenou ao seu general Joaquim Murat, Grão-duque de Berg, que convocasse em Baiona as Cortes Generales de trinta deputados escolhidos entre os notáveis de Espanha para ajudarem a desenhar e a aprovar a base constitucional do novo regime. Porém, no contexto do Levantamento de dois de maio em Madrid e de vários levantamentos em toda a Espanha, só um terço dos notáveis convidados participaram. A 4 de junho de 1808, designou o seu irmão José como rei de Espanha; sendo proclamado rei em Madrid a 25 de julho. As Cortes começaram a reunir-se em Baiona a 15 de junho com o intuito de criar uma constituição, para a qual Napoleão contribuiu largamente; foi promulgada a 8 de julho.

## Conteúdo
O estauto de Baiona colocou muitos limites nominais ao poder real, mas poucos foram efetivamente adotados. Era para ter havido uma legislatura tricameral, nove ministérios (face aos cinco ou seis nos anteriores governos Bourbons), um poder judicial independente e várias liberdades individuais reconhecidas, mas não a liberdade religiosa. Mesmo tendo uma conceção basicamente bonapartista, o estatuto mostra uma clara influência de uns eminentes espanhóis que estavam envolvidos na criação do estatuto e que mantiveram o catolicismo como religião do estado, banindo todas as outras religiões. De acordo com a tradição espanhola, foi promulgada "em nome de Deus Todo-Poderoso" ("En el nombre de Deus Todopoderoso").
Na verdade, a maioria das provisões do Estatuto nunca foram aplicadas. Durante todo o período bonapartista em Espanha, a constituição foi suspensa de facto pelas autoridades militares francesas. A maioria das decisões foram tomadas por Napoleão e pelos seus generais, não pelo rei José. A Espanha controlada por França assistiu a alguns ataques sérios à reforma liberal, porém, muitos ignoraram o Estatuto de Baiona e, claro, a legislação não foi reconhecida pelos Bourbons quando a sua monarquia foi restaurada. O novo regime aboliu o feudalismo, a Inquisição, o Conselho de Castela; suprimiu vários mosteiros, ordens militares; declarou que os novos mayorazgos podiam ser criados; dividiu o país em departamentos ao estilo francês; aboliu as alfândegas das fronteiras internas e vários monopólios estatais; aboliu a Mesta (uma poderosa associação de proprietários de ovelhas) e o imposto conhecido como o Voto de Santiago; privatizou muitas fábricas do estado; e começou a introduzir o Código Napoleónico no sistema legal de Espanha.